# 早川章
早川 章（はやかわ あきら、1933年5月2日 - 2003年11月4日）は、日本の官僚。運輸省地域交通局長を経て、日本アジア航空副社長、東京空港交通会長等を歴任。

## 略歴
長野県生まれ。1952年（昭和27年）長野県松本県ヶ丘高等学校を卒業。1956年（昭和31年）一橋大学法学部を卒業。1959年（昭和34年）一橋大学大学院法学研究科修士課程修了。吾妻光俊ゼミ出身。
運輸省（現国土交通省）入省後、1979年（昭和49年）から1981年（昭和51年）までの3年間外務省に出向し、在アメリカ合衆国日本国大使館に勤務。
運輸省航空局管理部長、航空局次長、地域交通局長を経て、退官後は日本アジア航空副社長や東京空港交通会長、日本財団評議員等を務めた。
2003年11月4日、呼吸不全のため死去。

## 人物
在米大使館時代、今も心に残る人物として二人の人物について、「船協月報6」に随想「Mrs.BとMr.T」と題して寄稿している。
一人目は、早川が渡米着任後早々の大仕事の相手としてMrs.Bをあげている。1987年、邦人企業のココム違反が発生し折からの貿易摩擦も相まって、連邦議事堂を背景に同社の電気製品をハンマーでぶち壊すといういささか下品なパフォーマンスをしていたなかの紅一点がMrs.Bだった。当時、ニクソン大統領下でFMC（連邦海事委員会）長官だったそのMrs.Bを相手に、日本のコンテナ船スペースチャーター協定承認をめぐり、ようやく協定にこぎつけたことである。
二人目は、早川の長男が当時通っていたメリーランド州のブルックモント小学校の社会科教師をしていたMr.Tである。片言の英語も話せず周りから疎んじられ孤立していく息子の様子を危惧したMr.Tは、親に見せるようにと息子に一通の手紙を託した。手紙には「日本語で良いから日本の歴史についてレポートを書かせるように、さらにそれを親が英訳して提出せよ」との指示である。後日、息子が仁徳天皇陵についてのレポートとその英訳をクラスメートと共に朗読し、やがてそれがきっかけで周りのクラスメートに受け入れられるようになったと言う。